# Disperzija (optika)
Disperzija (lat. dispersio: rasap, raspršenje, rasipanje), disperzija svjetlosti ili optička disperzija, u optici, je razlaganje složene (na primjer bijele) svjetlosti na boje zbog ovisnosti indeksa loma o valnoj duljini svjetlosti koje nastaje prilikom loma svjetlosti (refrakcije), ogiba (interferencije), totalne refleksije i drugo. Zračenje veće valne duljine (na primjer crveno) lomi se slabije od onog s kraćom valnom duljinom (na primjer ljubičasto), jer je indeks loma obrnuto razmjeran valnoj duljini.

## Abbeov broj
Abbeov broj (oznaka VD) je veličina kojom se opisuje disperzija svjetlosti u optičkome mediju. Definirana je kao omjer indeksâ loma medija za različite valne duljine svjetlosti:
{\displaystyle V_{D}={\frac {n_{D}-1}{n_{F}-n_{C}}},}
gdje je: nD - indeks loma Fraunhoferove linije (Joseph von Fraunhofer) D (valne duljine 589,2 nm), nF - indeks loma Fraunhoferove linije F (valne duljine 486,1 nm) i nC - indeks loma Fraunhoferove linije C (valne duljine 656,3 nm). Što je manji Abbeov broj, to je veća disperzija boja. Na primjer krunska stakla imaju Abbeov broj 50 do 65, a flintska (kremeno staklo) između 30 i 50.

## Duga
Duga je česta optička pojava u Zemljinoj atmosferi u obliku jednog ili više obojenih kružnih lukova, koja nastaje jednostrukim ili višestrukim lomom i odbijanjem zraka svjetlosti u kapljicama kiše. Pojava se obično vidi na zastoru kišnih kapi kada promatrač stoji okrenut leđima Suncu i gleda u smjeru toga zastora. Spektralne boje duge poredane su od crvene na vanjskom rubu do plave na unutarnjem rubu. Kod sekundarne duge, kada se zraka svjetlosti dvaput odbija na unutarnjoj površini kapljice, poredak boja obrnut je, a jačina duge slabija. Središte luka leži na crti koja spaja promatračevo oko s izvorom svjetlosti, i to tako da otklon crvene zrake, zbog loma i odbijanja, iznosi 42°, a za plavu zraku 40°, pa se pod tim kutovima i vidi luk glavne duge. Unutarnji luk sekundarne duge vidi se pod kutom od 52°. Duga se može pojaviti i na maglenim kapljicama, raspršenim kapljicama vodopada i kapljicama rose (bijela duga). Djelomično tumačenje glavne duge dao je već u 16. stoljeću Markantun de Dominis, a nešto poslije prošireno tumačenje dali su René Descartes i Isaac Newton. Potpuniju teoriju o dugi razvili su engleski astronom George Biddell Airy (1837.) i austrijski meteorolog Josef Maria Pertner (1897.).